# Cieksyn
Cieksyn (prononciation : [ˈt͡ɕeksɨn]) est un village polonais de la gmina de Nasielsk dans le powiat de Nowy Dwór Mazowiecki de la voïvodie de Mazovie dans le centre-est de la Pologne.
Il se situe à environ 9 kilomètres au sud-ouest de Nasielsk (siège de la gmina), 15 km au nord de Nowy Dwór Mazowiecki (siège du powiat) et à 45 km au nord-ouest de Varsovie (capitale de la Pologne).
Le village compte approximativement une population de 2 000 habitants en 2006.

## Histoire
De 1975 à 1998, le village appartenait administrativement à la voïvodie de Ciechanów.